# 川瀬浩太
川瀬 浩太（かわせ こうた、1992年11月8日 - ）は、北海道出身 のサッカー選手。ポジションは、ディフェンダー（DF）。
妻はモデル・タレントの渡辺未優。

## 来歴
北海道札幌藻岩高等学校、拓殖大学を通じてDFとして活躍。卒業後は海外で英語を学びながら見聞を広めたい理由からオーストラリアでのプレーを選択。その後はフィリピンなどのクラブでキャリアを積み、2019年1月に香港プレミアリーグの夢想と契約した。
2019年6月、同リーグの南区足球会に移籍した。
また、香港ではサッカー選手以外にモデルとしての活動も行っている。

## 所属クラブ
ユース経歴
- 北海道札幌藻岩高等学校
- 拓殖大学

プロ経歴
- 2015年 - 2016年  ウーロンゴン・ユナイテッド
- 2016年  ウロンゴン・ウルブスFC
- 2016年 - 2017年  ボニーリッグ・ホワイトイーグルスFC
- 2017年 - 2018年  セレス=ネグロスFC
- 2018年  UiTM F.C.
- 2019年  夢想駿其足球會
- 2019年 -  南区足球会